# Розовка (Окнянский район)
Розовка (укр. Розівка) — село, относится к Подольскому району Одесской области Украины.
Население по переписи 2001 года составляло 30 человек. Почтовый индекс — 67934. Телефонный код — 4861. Занимает площадь 0,17 км². Код КОАТУУ — 5123181703.

## Местный совет
67933, Одесская обл., Окнянский р-н, с. Дубово